# Гулий Іван Михайлович
Гулий Іван Михайлович (26 липня 1940, с. Соснівка, Валківський район, Харківська область — 1 травня 2013) — генеральний директор приватного аграрно-орендного підприємства «Промінь» Красноградського району (Харківська область), Герой України.

## Життєпис
Народився 26 червня 1940 року у с. Сосновка Красноградського району Харківської області. Після служби в лавах Радянської Армії (1959–1961 рр.) працював у колгоспі «Перше травня» Красноградського району трактористом і бригадиром комплексної бригади. У 1972 р. закінчив із відзнакою Полтавський технікум керівних кадрів колгоспів і радгоспів та був призначений заступником голови колгоспу. 7 липня 1977 р. обраний головою колгоспу імені ХХ партз’їзду Красноградського району (с. Кобзівка). У 1982 р. Іван Михайлович вступив на факультет заочної освіти (агрономічне відділення) Харківського сільськогосподарського інституту імені В.В. Докучаєва, у 1987 р. закінчив і отримав диплом ученого агронома. Указом Президента України від 20 серпня 2008 р. за визначні особисті заслуги перед Українською державою в розвитку агропромислового комплексу, досягнення високих показників з виробництва сільськогосподарської продукції, багаторічну самовіддану працю Івану Михайловичу Гулому, генеральному директору приватного аграрно-орендного підприємства «Промінь» Красноградського району було присвоєно звання Героя України із врученням ордена Держави. Нагороджений орденом «За заслуги» ІІІ ступеня, заслужений працівник сільського господарства України. Трудову діяльність розпочав у 1955 році рядовим працівником колгоспу «Перше травня» Красноградського району Харківської області.
З 1959 по 1963 рік — тракторист колгоспу «Перше травня» Красноградського району Харківської області. З 1964 по 1966 рік — бригадир комплексної бригади колгоспу "Перше травня " Красноградського району Харківської області.
З 1967 по 1970 рік — механік по тракторним процесам у тваринництві колгоспу «Перше травня» Красноградського району Харківської області.
З 1970 по 1972 рік — студент Полтавського сільськогосподарського технікуму підготовки керівних кадрів колгоспів і радгоспів.
З 1972 по 1974 рік — бригадир тракторної бригади колгоспу «Перше травня» Красноградського району Харківської області.
З 1974 по 1977 рік — заступник голови колгоспу «Перше травня» Красноградського району Харківської області.
З 1977 по 2000 рік — голова колгоспу «ХХ партз'їзд» Красноградського району Харківської області.
З 2000 року — генеральний директор ПАОП «Промінь» Красноградського району Харківської області.
У 1987 році закінчив Харківський сільськогосподарський інститут ім. В. В. Докучаєва за спеціальністю агрономія.
Помер у 2013 році.

## Нагороди
- Звання «Герой України» з врученням ордена Держави (20 серпня 2008) — за визначні особисті заслуги перед Українською державою в розвитку агропромислового комплексу, досягнення високих показників з виробництва сільськогосподарської продукції, багаторічну самовіддану працю[4]
- Орден «За заслуги» III ст. (13 листопада 2002) — за вагомий особистий внесок у розвиток агропромислового виробництва, багаторічну самовіддану працю і високий професіоналізм та з нагоди Дня працівників сільського господарства[5]
- Заслужений працівник сільського господарства України (20 серпня 2007) — за значний особистий внесок у соціально-економічний, культурний розвиток Української держави, вагомі трудові досягнення та з нагоди 16-ї річниці незалежності України[6]
- Почесний громадянин Харківської області (2011)[7]
- Відзнака Президента України — ювілейна медаль «20 років незалежності України» (19 серпня 2011)[8]